# Maurice Malpas
Maurici Daniel Robert Malpas (nascut el 3 d'agost de 1962) és un exjugador de futbol escocès i posteriorment entrenador. Va fitxar pel Dundee United el 1979 i va passar tota la seva carrera com a jugador professional amb el club fins a la seva jubilació el 2000.